# 奥古斯特广场 (莱比锡)

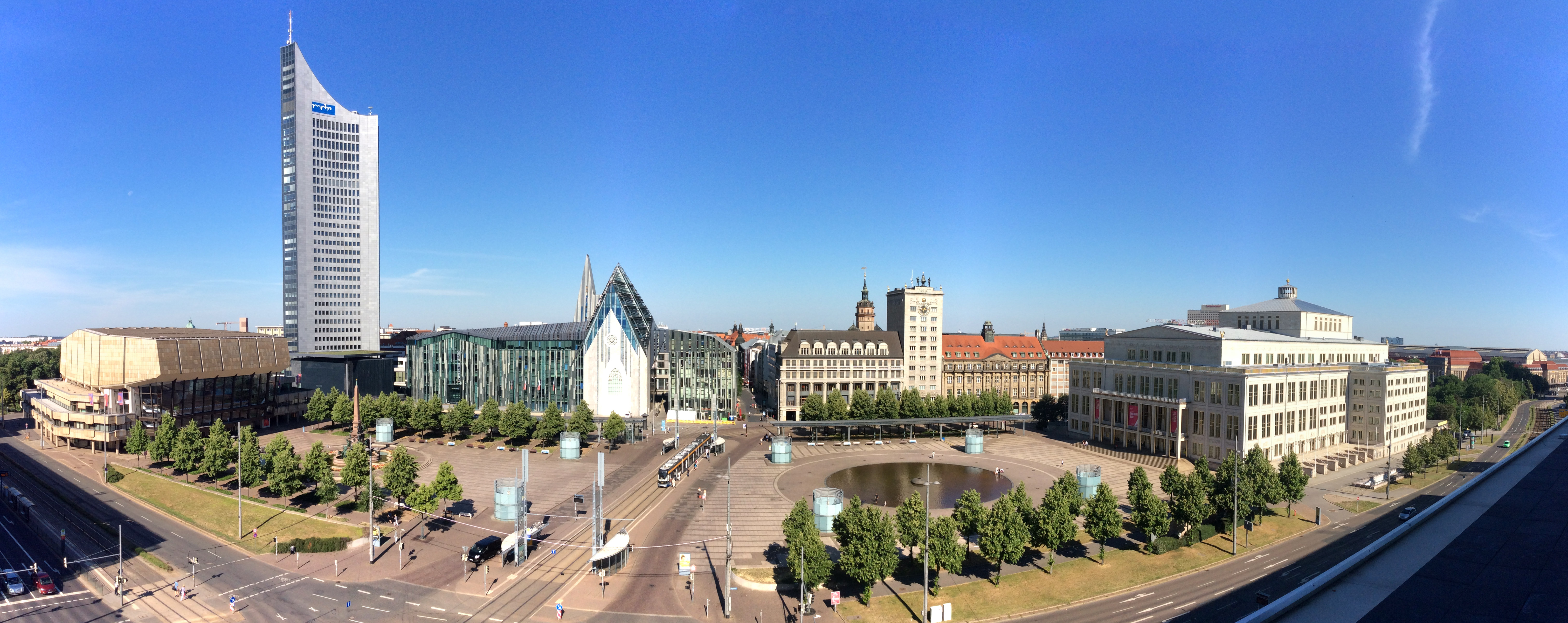
2019年的奥古斯特广场

奥古斯特广场（Augustusplatz）是德国城市莱比锡的一个广场，位于市中心东部。它是该市最大的广场，也是全德国最大的广场之一。在二战中被毁灭之前，曾是德国最美的广场之一。

## 历史
1785年开始在城墙原址上兴建广场，最初名称是“格里马门前广场”。 1839年，改用现名，得名于萨克森国王弗里德里希·奥古斯特一世。1928年，社会主义的市政府改名为卡尔·马克思广场。不过这个名称在民众中，甚至在城市规划图和报纸上的文章中都基本未使用。1933年纳粹称为奥古斯特广场。1953年，再次改名为卡尔·马克思广场，直到1990年两德统一，又改回奥古斯特广场。
莱比锡歌剧院位于广场北部，南部有莱比锡大学主楼。由于二战的破坏和德意志民主共和国时期激进的城市政策，广场失去了它的历史形象：邮政总局、美居酒店 Mercure Hotel和大学的所有窗格。从1996至1998年，奥古斯特广场地下兴建一个停车场。

## 图集

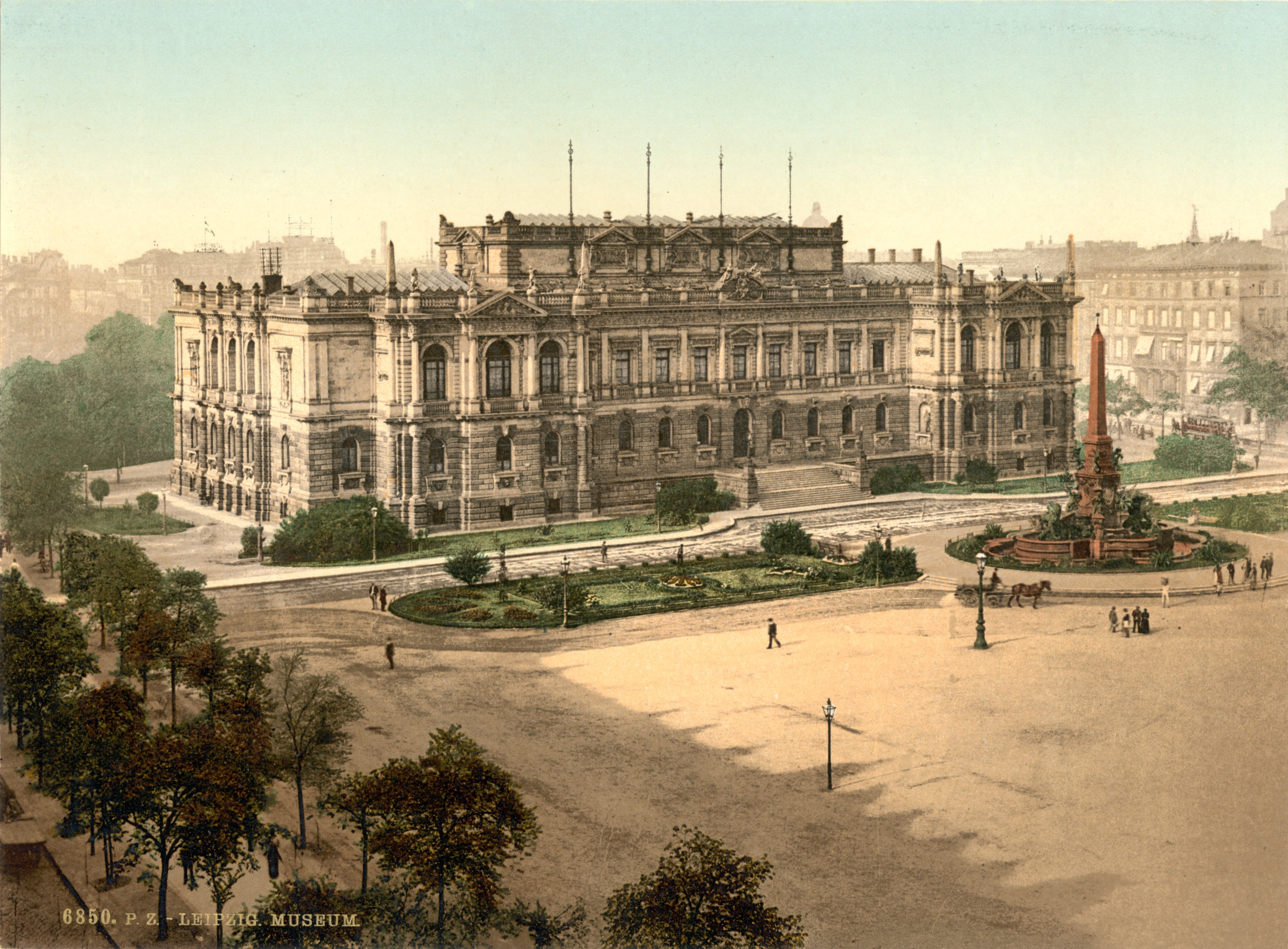
莱比锡美术博物馆，1890年
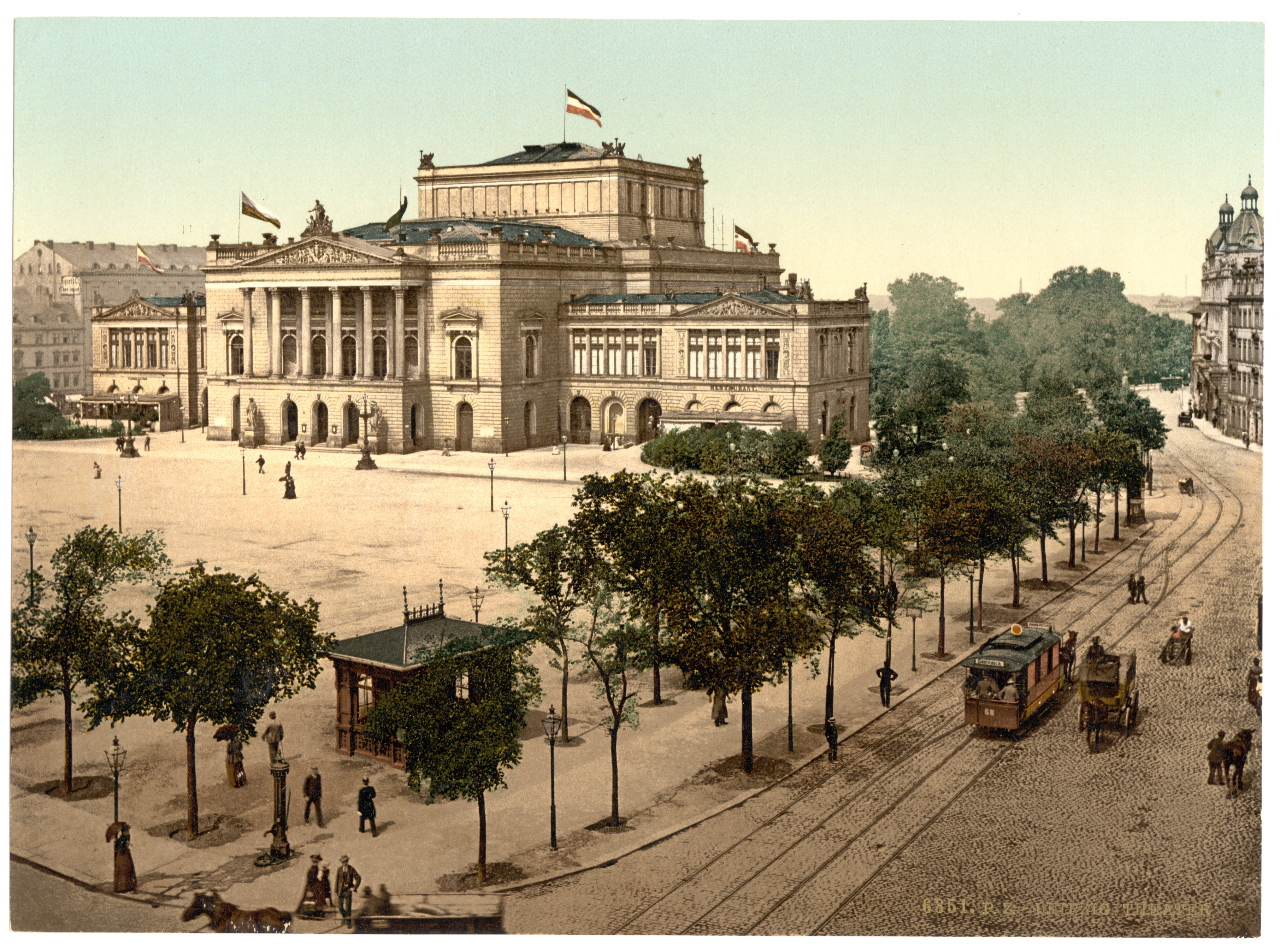
奥古斯特广场上的新剧院，1900年
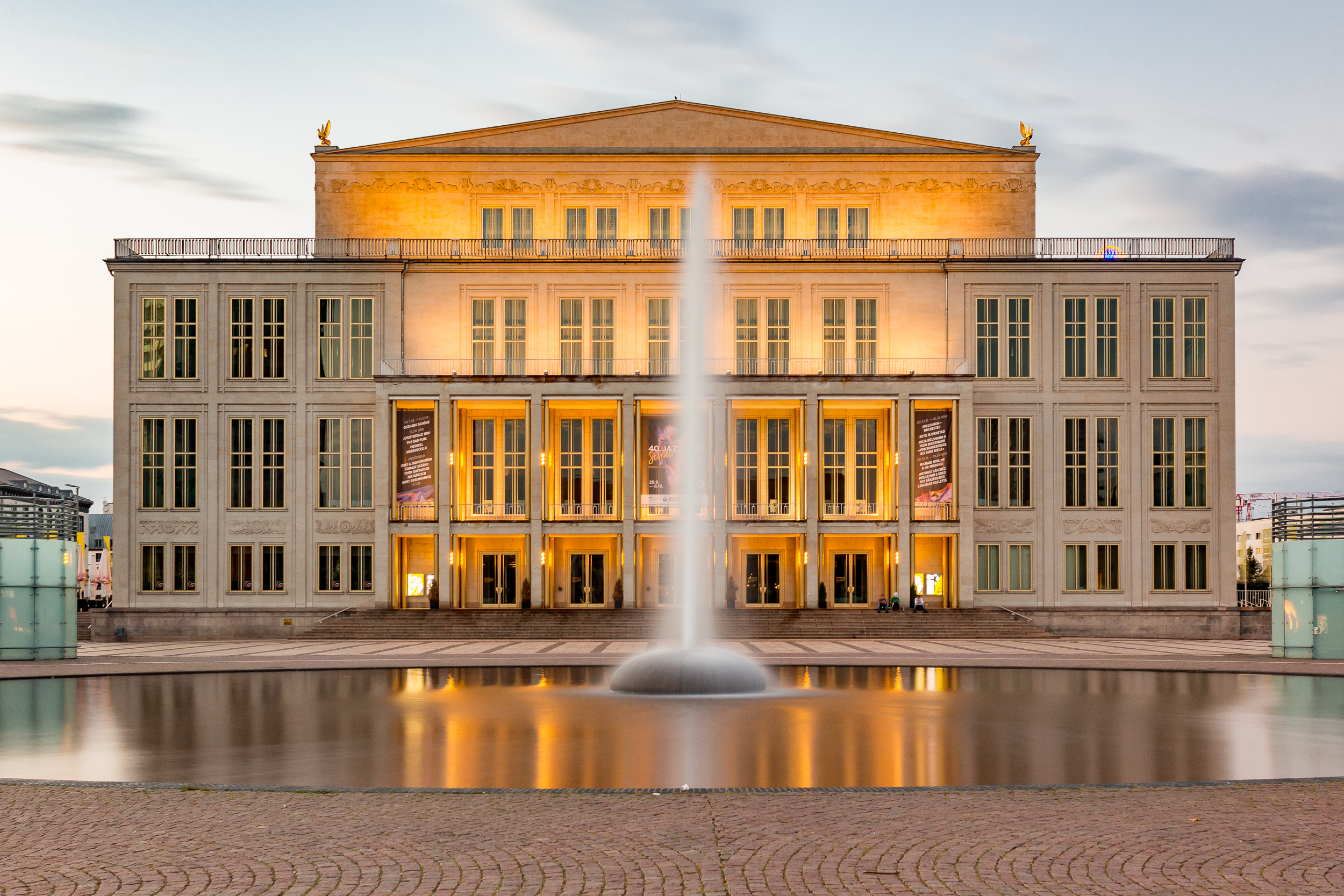
今日的莱比锡歌剧院
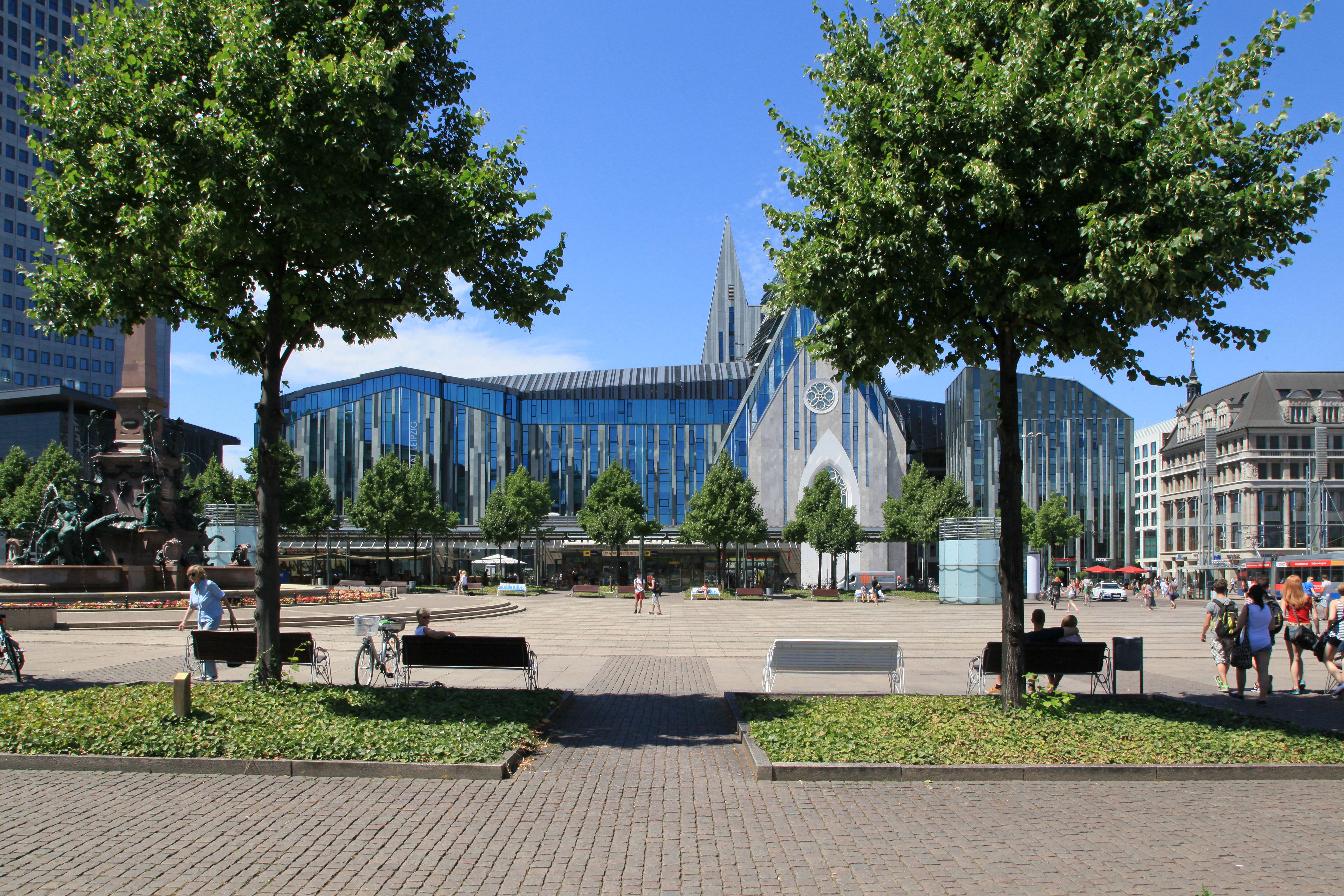
Augusteum大楼
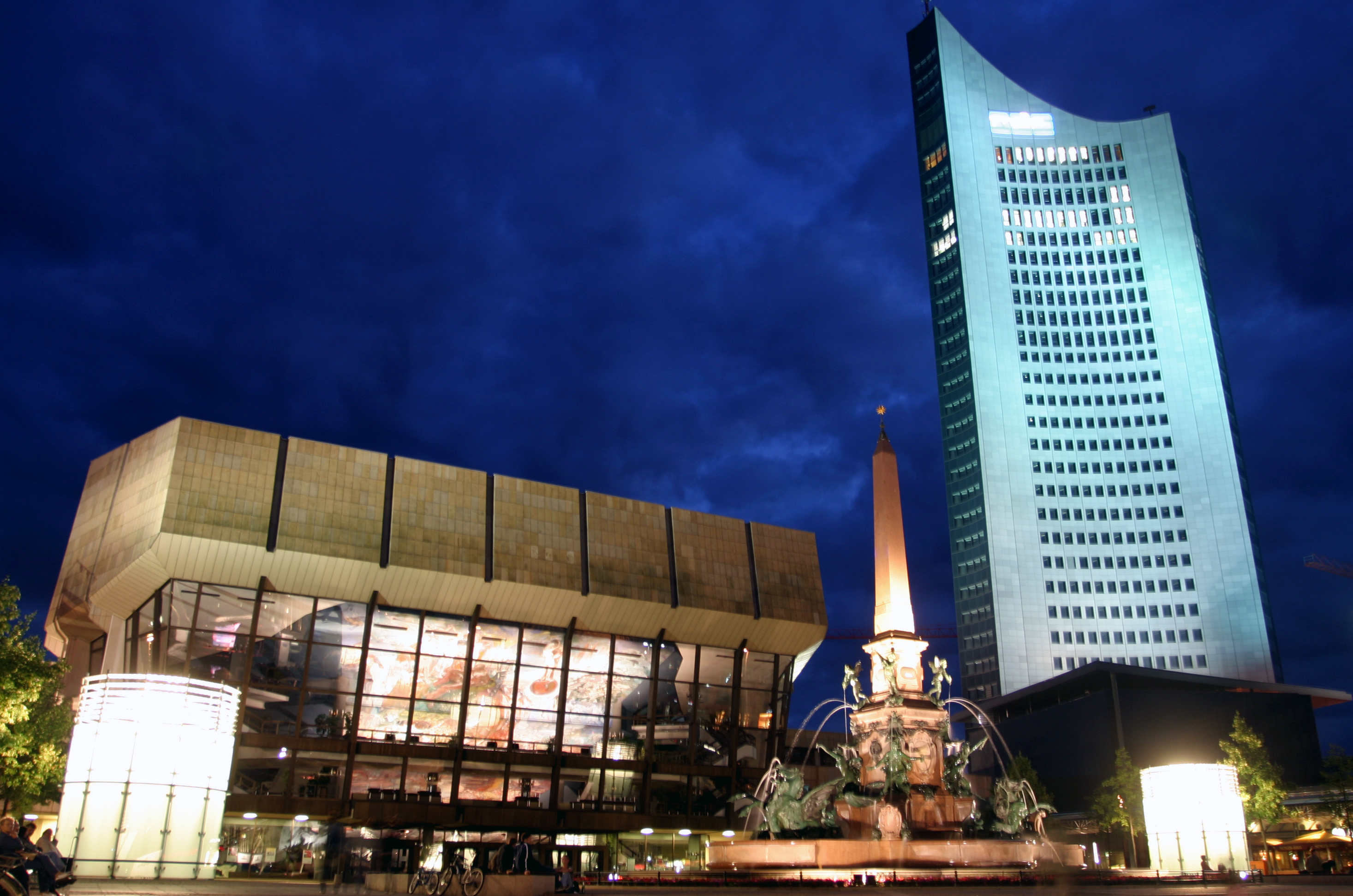
布商大厦与City-Hochhaus
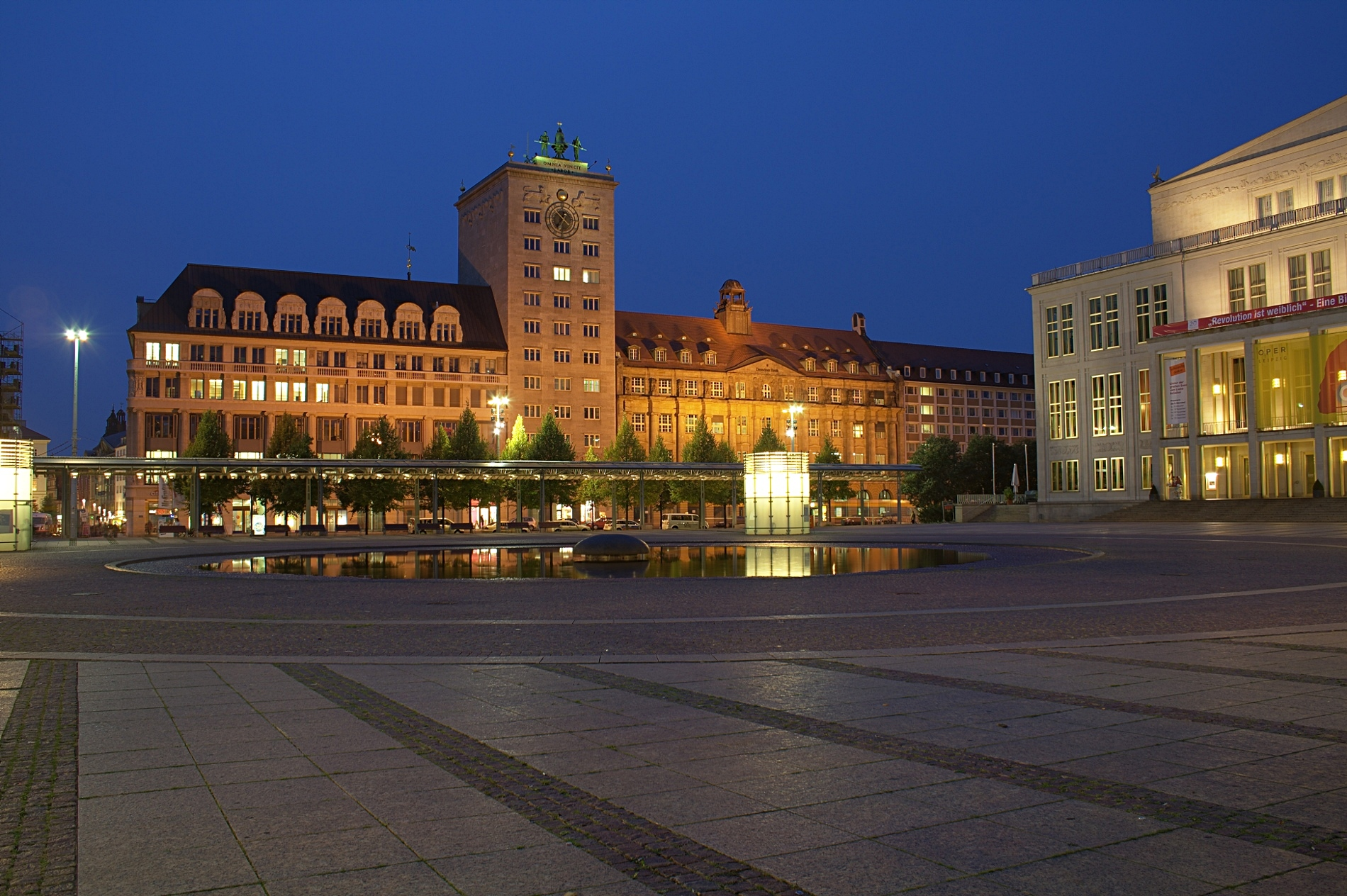
Kroch-Hochhaus，莱比锡的第一座高层建筑（建于1927/28年）
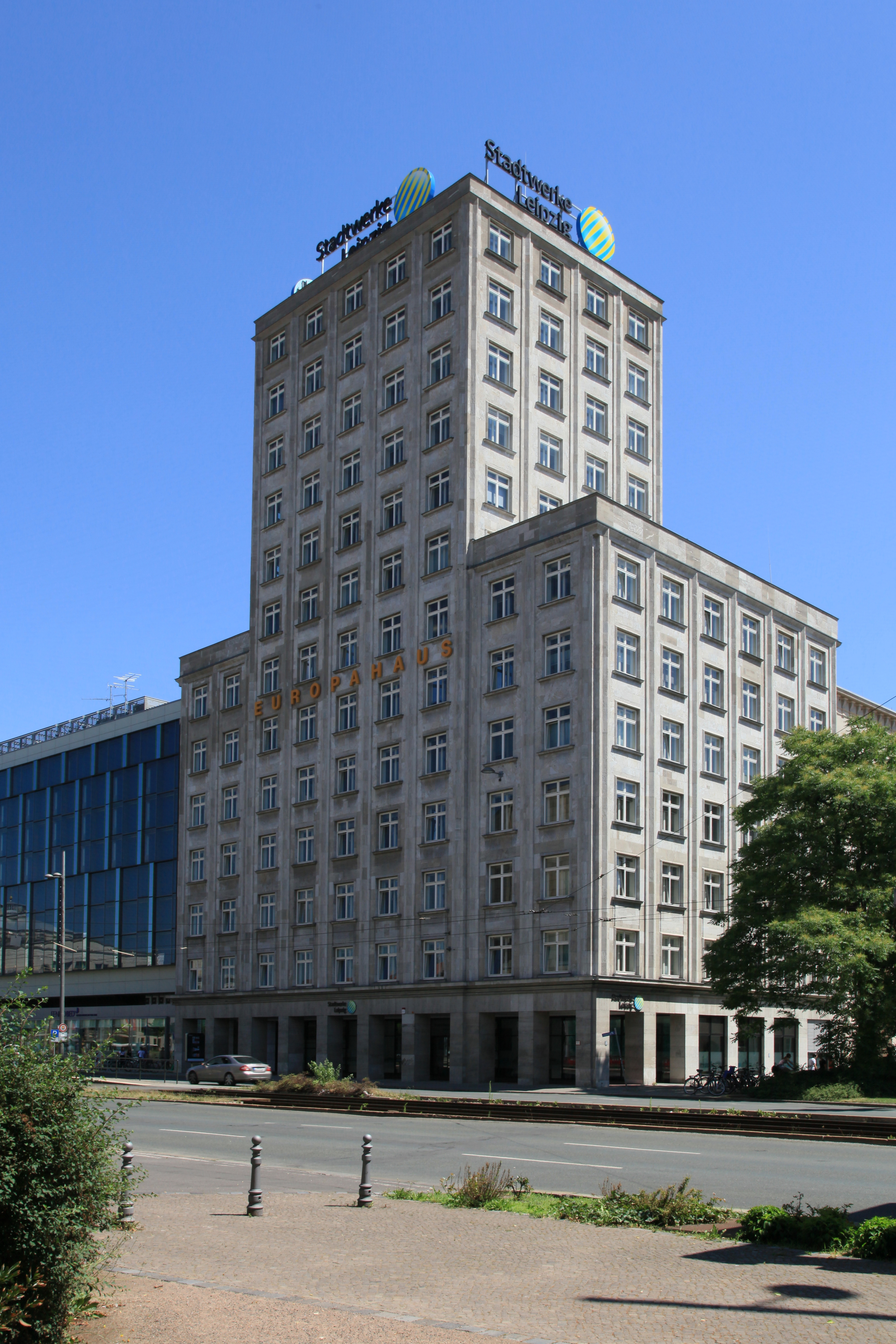
欧洲大楼
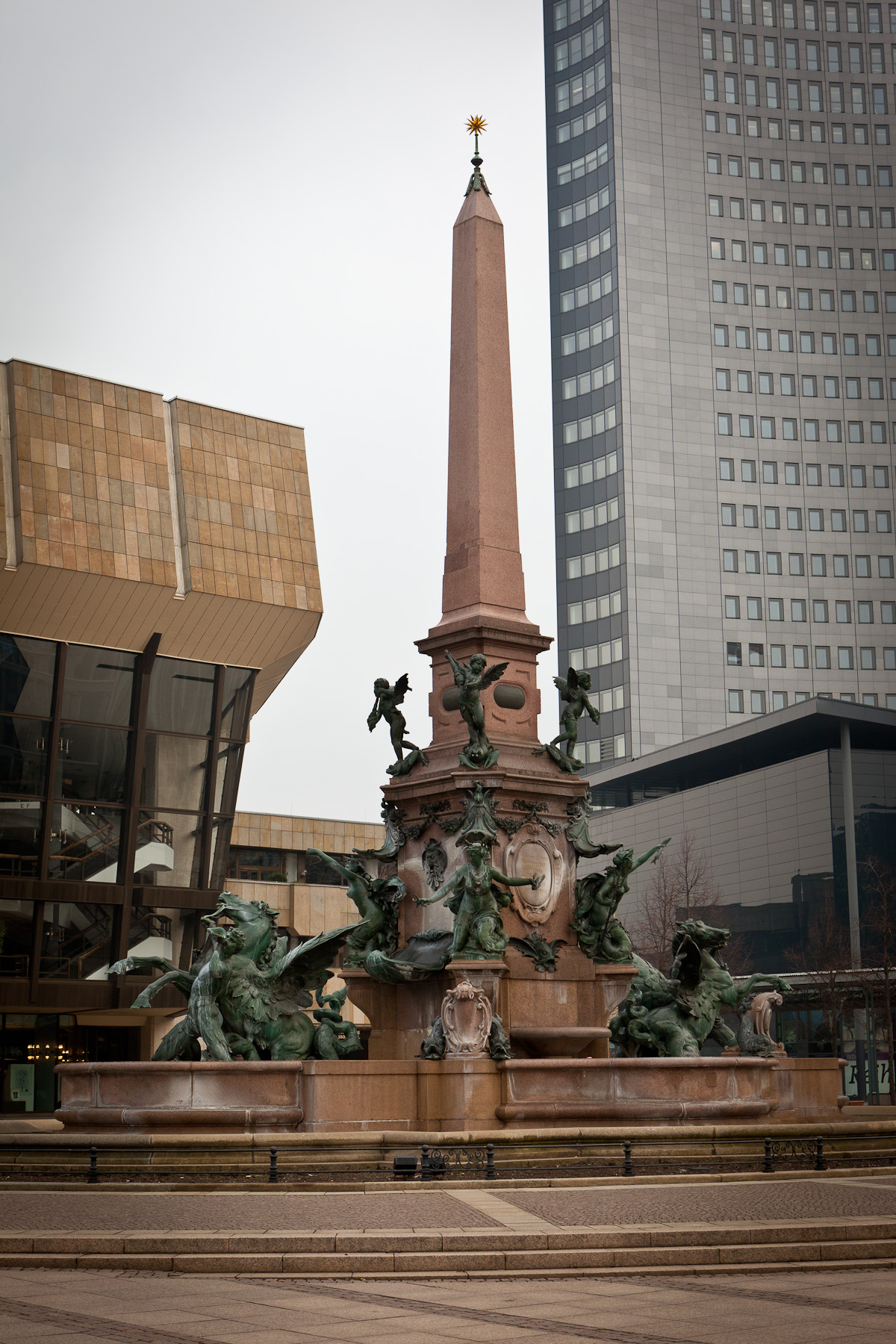
Mendebrunnen